# «О, я от призраков — больна!» — печалилась Шалот
«„О, я от призраков — больна!“ — печалилась Шалот» (англ. I Am Half-Sick of Shadows, Said the Lady of Shalott) — картина английского художника Джона Уильяма Уотерхауса, написанная в 1915 году. На картине изображена сцена из баллады английского поэта викторианской эпохи Альфреда Теннисона «Волшебница Шалот», основанной на средневековой легенде об Элейне из Астолата из Артуровского цикла. Название картины — последняя строка второй части баллады. Это третья работа художника на сюжет этой баллады после картин «Волшебница Шалот» (1888) и «Леди Шалот смотрит на Ланселота» (1894).

## Описание
В поэме Теннисона леди Шалот живёт в башне на острове недалеко от Камелота. На девушку наложено таинственное проклятье, которое сбудется, если она посмотрит в окно. Она плетёт гобелен, рассматривая внешний мир через отражения в зеркале.

Когда же, лунных снов полна,
Чета влюблённых шла, нежна,
«О, я от призраков — больна!» —
Печалилась Шалот.
Оригинальный текст (англ.)
Or when the moon was overhead,
Came two young lovers lately wed;
„I am half sick of shadows,“ said
The Lady of Shalott.

В хронологии баллады это первая картина Уотерхауса из трёх его произведений о леди Шалот, но последняя из написанных им на эту тему. На картине изображён момент, когда леди, уставшая от работы над гобеленом, наблюдает за миром через отражение в большом круглом зеркале на заднем плане. В этом зеркале отражается мост через реку, ведущий к стенам Камелота. Одетая в красное платье дама сидит в помещении с колоннами в романском стиле. Устало потянувшись, в отражении зеркала она смотрит на прогуливающуюся мимо пару на фоне яркого пейзажа. Сцена на картине происходит незадолго до того, как в зеркале появится образ рыцаря Ланселота, заставивший волшебницу Шалот взглянуть на него из башни, навлекая на себя смерть (сюжет картины «Леди Шалот смотрит на Ланселота»). На белой плитке в правом нижнем углу картины видно имя автора и год создания картины.

## История картины
Написанная в 1915 году году картина была показана на Летней выставке Королевской академии в 1916 году. В 1971 году канадский инженер Филип Берни Джексон, владевший картиной, передал её в Художественную галерею Онтарио.